# Isla Cristina
Isla Cristina település Spanyolországban, Huelva tartományban. Isla Cristina Ayamonte, Villablanca és Lepe községekkel határos. Lakosainak száma 21 641 fő (2024).

## Népesség
A település népessége az utóbbi években az alábbiak szerint változott:
| Lakosok száma | 18 435 | 19 227 | 20 323 | 21 324 | 21 903 | 21 346 | 21 165 | 21 264 | 21 516 | 21 641 |
|               | 2001   | 2004   | 2006   | 2009   | 2011   | 2014   | 2016   | 2019   | 2021   | 2024   |